# Гольденберг, Иосиф Лазаревич
Иосиф Лазаревич Гольденберг (14 октября 1907 года, Одесса, Российская империя – 14 января 1984 года, Рига, Латвийская ССР) – советский архитектор, проектировщик, урбанист и дизайнер интерьеров. Известен как автор ряда значимых архитектурных работ в Риге и Юрмале.

## Семья, образование
Родился в Одессе, в семье известного преподавателя вуза. Учился в Академии изящных художеств в Париже с 1928 года. Затем окончил престижное отделение архитектуры Высшей технической школы в Брно в 1934 году. Стажировался в различных архитектурно-проектировочных мастерских в Вене, Амстердаме и Будапеште. В 1937 году работал в мастерской архитектора Ле Корбюзье.

## Начало работы в СССР
В 1940 году вернулся в СССР, где был привлечён к планировочной деятельности в Кишинёве и Фрунзе, работая в ряде архитектурных организаций. С 1946 года начал работу в должности главного архитектора института проектирования торговых предприятий и заведений общественного питания (Латгипторг).

## Известные работы
Известен как автор крупных архитектурных проектов, которые награждались престижными государственными премиями. Работал в различных городах Латвии. Пик архитектурного творчества Гольденберга пришёлся на 1960-е годы, которые, в целом, характеризуются как период активного торгово-промышленного строительства в истории Советской Латвии.
Первой значимой работой И. Гольденберга стало здание Лиепайского универмага, строительство которого началось в 1958 года, а завершилось в 1961 году. Далее Гольденберг получил заказ на строительство проекта ресторана «Юрас перле» в Булдури (Юрмала), которое было окончено в 1964 году. Параллельно реализации проекта одного из самых знаменитых заведений общепита в Латвийской ССР Гольденберг работал над зданием торгового предприятия «Сакта», строительство которого было также завершено в 1964 году.
В 1963 году был построен «Детский мир», известное торговое предприятие города. Уже вскоре после начала деятельности в планировочном институте Риги И. Л. Гольденберг стал официально считаться одним из зачинателей традиций модернизма в архитектуре Латвии. Во многом благодаря Гольденбергу модернистский подход закрепился в традициях латвийской советской архитектуры. В творчестве Гольденберга прослеживалась идея достижения соответствия функционального содержания и формы, ритмичное чувство меры, логически выверенная композиция, сочетание прямых и изогнутых линий при оформлении фасадов, предполагающих плавный, гармоничный переход. Наиболее ярко такой подход отразился именно в строительстве такого значимого общественного здания Риги, как «Детский мир».
Также в начале 1970-х И. Л. Гольдебнберг спроектировал здание «Молочного ресторана», расположенного в Парке Кронвалда (1971 год); впоследствии стал называться «Ainava», в статусе, скорее, кафе-столовой. Строительство ряда бытовых зданий соответствовало идее комплексного завершения некоторых промышленных предприятий; пик сооружения административных зданий и заведений общепита при предприятий пришёлся на 1970-е годы. В это время Иосиф Гольденберг работает над столовой Рижского вагоностроительного завода, которая также отличалась оригинальным и новаторским архитектурно-комбинационным решением.